# ブドウの葉

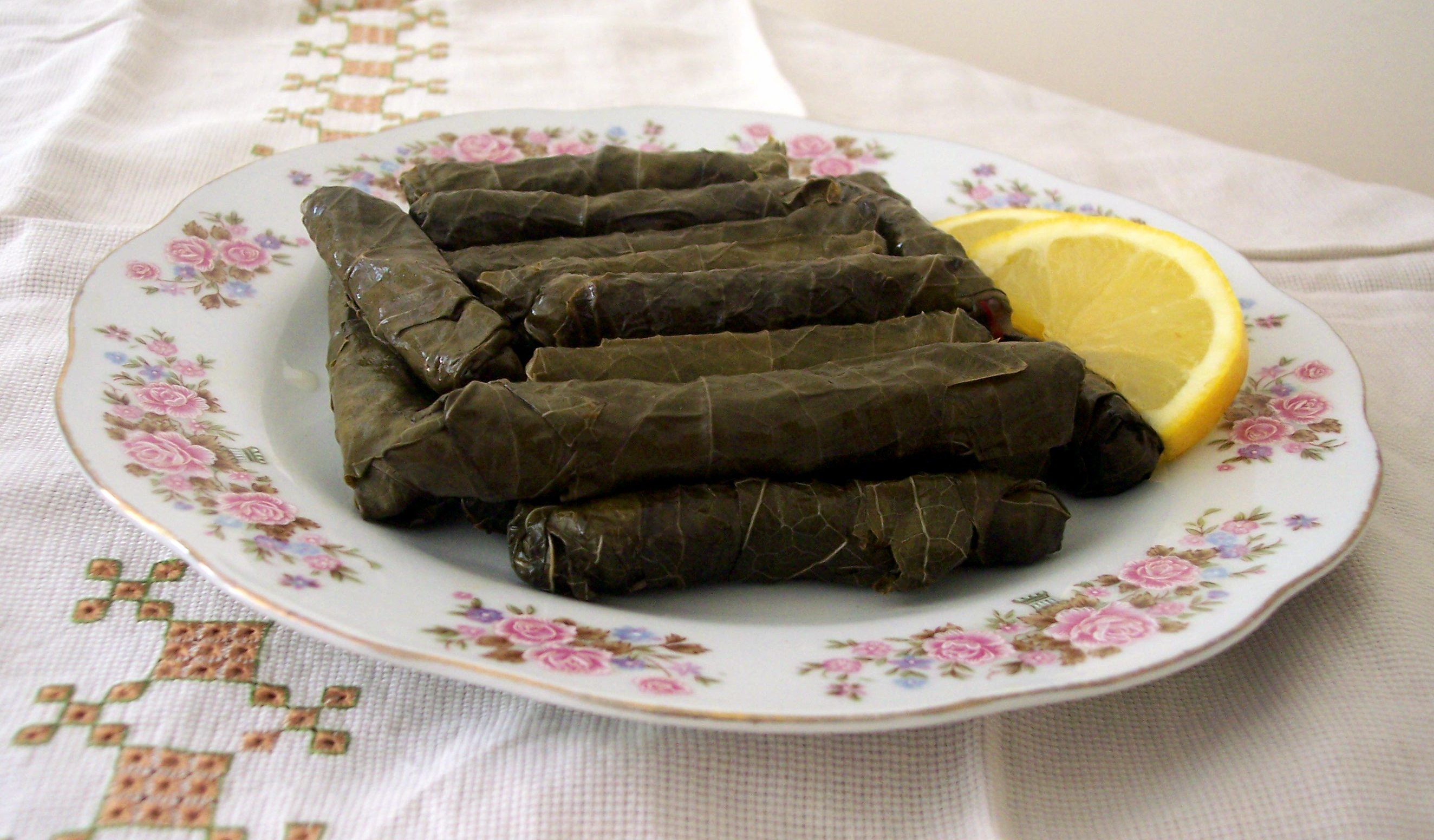
詰め物をしたブドウの葉

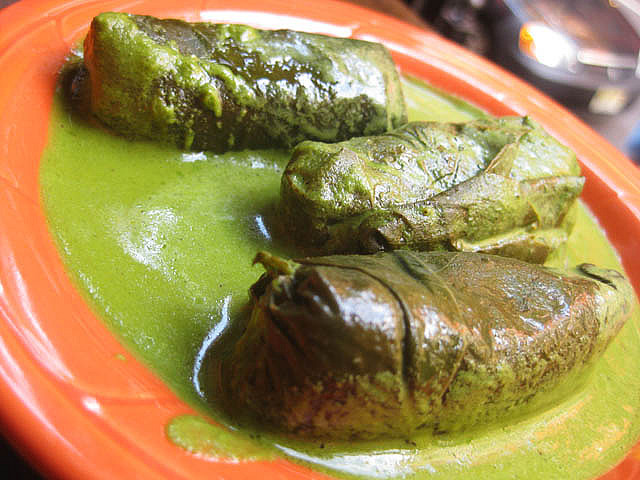
詰め物をしたブドウの葉にヨーグルトミントソースをかけた料理

ブドウの葉（ブドウのは、Grape leaves）は、様々な文化の料理に用いられる。多くは、ブドウから新鮮な葉を摘み、コメ、肉、スパイスを混ぜたものを詰めて、茹でるか蒸すかして食べる。詰め物をしたブドウの葉は、前菜または主菜として食べられる。
ドルマやサルマ、またベトナムのボーヌンラーロット（ハイゴショウの葉を用いる）は、ブドウの葉を用いる料理の例である。
ブドウの葉を料理に用いる文化は、以下のようなものがある。
- エジプト料理
- パレスチナ料理
- アルバニア料理
- アルメニア料理
- アゼルバイジャン料理
- アッシリア料理
- シリア料理（英語版）
- ヨルダン料理（英語版）
- レバノン料理
- ペルシャ料理
- ギリシャ料理
- ブルガリア料理
- マケドニア料理
- セルビア料理
- ルーマニア料理
- イラク料理
- アフガン料理
- パキスタン料理
- トルコ料理
- クルド料理
- ベトナム料理
- 日本料理 - 葡萄葉寿司

## 伝統医学
伝統医学では、出血、炎症、痛みを止めるのにブドウの葉が用いられる。